# Bram Vangeel
Bram Vangeel (Hasselt, 8 oktober 1980) is een voormalig Belgisch voetballer.

## Carrière
Vangeel is een jeugdproduct van STVV. De aanvaller maakte zijn debuut in eerste klasse op 2 september 1998 tegen Club Brugge. In zijn eerste seizoen moest Vangeel zich echter tevreden stellen met slechts zes optredens in de Jupiler Liga. In het seizoen 1999/00 kreeg Vangeel meer kansen: hij scoorde in het Intertoto-duel tegen het Bulgaarse Spartak Varna en speelde zestien competitiewedstrijden, waarin hij twee keer scoorde. Vangeel bleef echter voornamelijk als joker ingezet worden.
Pas in het seizoen 2002/03 werd Vangeel onder trainer Jacky Mathijssen een volwaardige basisspeler bij Sint-Truiden. Vangeel kende dat seizoen een topjaar: hij scoorde dertien keer in de competitie en haalde met STVV de finale van de Beker van België, die evenwel verloren werd van RAA Louviéroise. Door een blessure tijdens de voorbereiding voor het seizoen 2003/04 verloor hij echter weer zijn basisplaats bij STVV, waardoor hij in de zomer van 2004 na een seizoen vol invalbeurten en met slechts twee doelpunten naar Heusden-Zolder trok.
Bij tweedeklasser Heusden-Zolder, dat pas uit eerste klasse was gedegradeerd, kon Vangeel weer rekenen op een basisplaats. De club kreeg echter zware financiële problemen, waardoor het zich van enkele dure contracten moest ontdoen. Vangeel werd hierop voor een seizoen uitgeleend aan derdeklasser KVK Tienen. Ook na de ontbinding van zijn contract bij Heusden-Zolder vanwege het faillissement van de club bleef hij actief in derde klasse: hij trok naar Bocholter VV.
Bij Bocholt was hij de eerste twee jaar titularis, maar na de komst van Jochen Janssen slinkten zijn speelkansen. Vangeel liet daarom in maart 2009 weten dat hij op het einde van het seizoen naar vierdeklasser KFC Lille zou verkassen. Daar speelde hij vier seizoenen: twee in vierde klasse, twee in eerste provinciale. 
In 2013 besloot Vangeel om weer dichter bij huis te spelen. De aanvaller verhuisde naar tweedeprovincialer Torpedo Hasselt, waar zijn ex-ploegmaat Gunter Verjans toen trainer was. Zijn laatste avontuur was bij derdeprovincialer FC Bolderberg, waar hij in december 2014 zijn spelerscarrière afsloot vanwege blessurelast.